# Héctor Quintanilla Béjar
Héctor Quintanilla Béjar (Cusco, 5 de mayo de 1986) es un exfutbolista peruano. Jugaba de mediocampista defensivo. Tiene 39 años.

## Trayectoria
Se formó en las menores del Cienciano jugando en la filial Cienciano jr. Debutó en 2008 en el primer equipo sin embargo ese año no tendría muchas oportunidades hasta 2009 donde era el titular del Cienciano con Marcelo Trobiani debutando así en la Copa Sudamericana de ese mismo año donde eliminaron al Liverpool de Uruguay, pero serían eliminados por  San Lorenzo de Almagro de ahí el club atravesaria por una gran crisis económica y no clasificaría los años siguientes a una copa internacional en 2012 ficha por Sport Huancayo donde jugó pocos partidos y a principios de 2013 se encontraba en el Club Deportivo Garcilaso, pero salió rápidamente del club para volver al Cienciano jr donde sale campeón de la distrital y provincial del Cusco luego firmaría por Real Garcilaso de la Primera División del Perú de ese mismo año. En 2015 descendió con Cienciano.

## Clubes
| Club           | País | Año         |
| -------------- | ---- | ----------- |
| Cienciano      | Perú | 2007-2012   |
| Sport Huancayo | Perú | 2012        |
| Garcilaso      | Perú | 2013        |
| Real Garcilaso | Perú | 2013        |
| Alfonso Ugarte | Perú | 2014        |
| Cienciano      | Perú | 2015 - 2017 |